# إغناثيو ريفيرو
إغناثيو ريفيرو (بالإسبانية: José Ignacio Rivero Segade) (10 أبريل 1992 بالأوروغواي - ) هو لاعب كرة قدم أوروغواني في مركز الوسط.

## وصلات خارجية
- إغناثيو ريفيرو على موقع قاعدة بيانات كرة القدم.إي يو (الإنجليزية)
- إغناثيو ريفيرو على موقع Soccerway.com (الإنجليزية)